# Beth Chatto
Betty Diana  Chatto, née Little, dite Beth Chatto (27 juin 1923 - 13 mai 2018), est une conceptrice de jardin britannique connue pour la création des jardins Beth Chatto près d'Elmstead Market dans l'Essex.
Elle est aussi connue pour avoir écrit plusieurs livres sur le jardinage et pour son principe « la bonne plante pour le bon endroit ». Elle a donné des conférences dans tout le Royaume-Uni, les États-Unis, le Canada, l'Australie, les Pays-Bas et en Allemagne. 

## Biographie
Beth Chatto est née à  Good Easter, dans l'Essex en Angleterre. Elle est la fille de Bessie (née Styles) et William Little, tous deux amateurs de jardins. Elle étudie à la Colchester High School et prépare une carrière d'enseignante au Hockerill Anglo-European College, Bishop's Stortford de 1940 à 1943.
Au début des années 1940, elle rencontre le producteur de fruits, Andrew Chatto et ils se marient en 1943. Le couple vit à Braiswick, Colchester, où leurs deux filles, Diana et Mary, naissent en 1946 et 1948. Andrew décède en 1999.
Beth Chatto décède dans sa maison d'Elmstead Market, à côté de Colchester, le soir du 13 mai 2018 à 94 ans.

## Les jardins de Beth Chatto

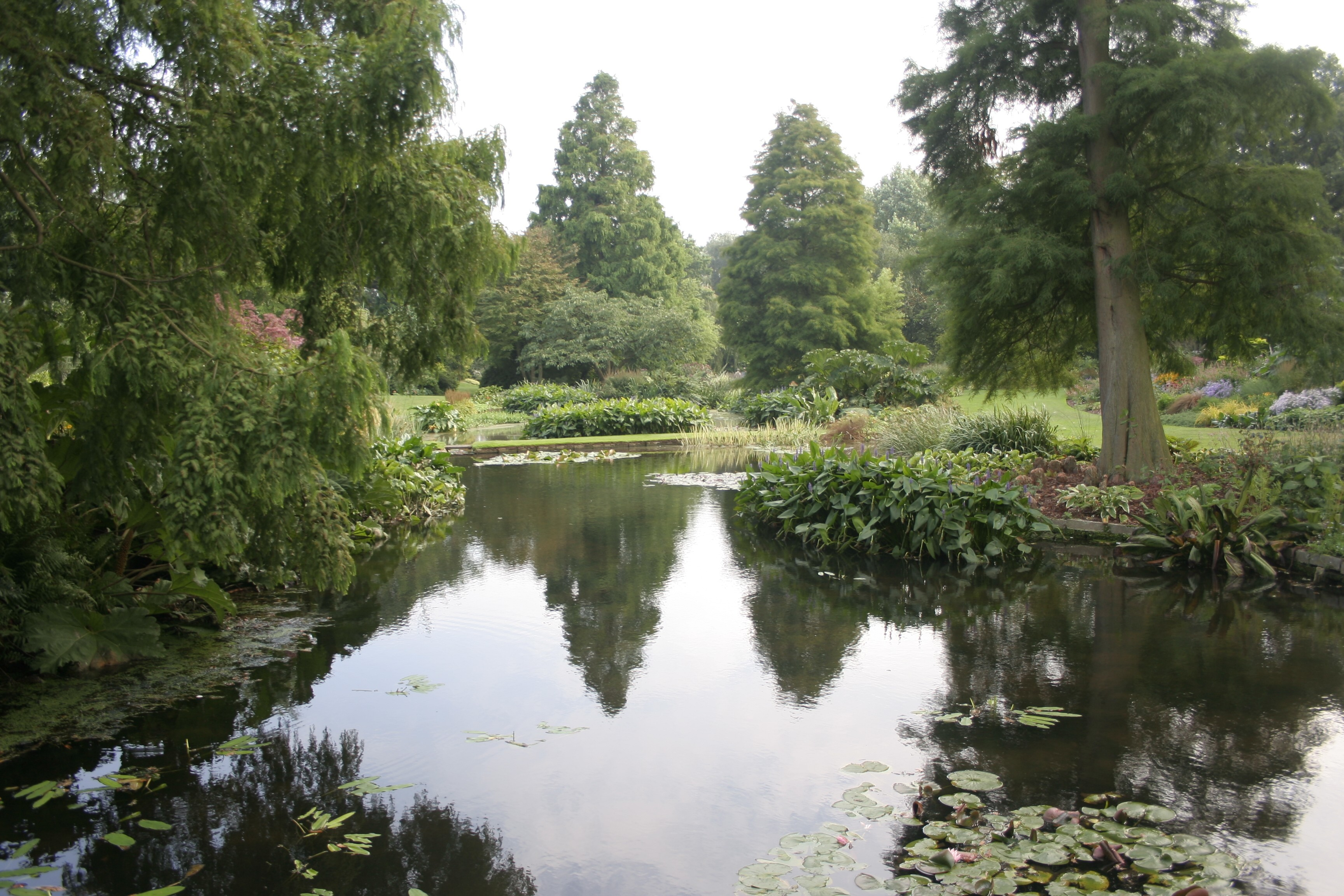
Les Jardins Beth Chatto à Elmstead Market.

La création des jardins Beth Chatto commence en 1960, comme un jardin associé à la maison familiale sur un terrain qui appartenait jusque-là à la ferme de la famille Chatto. Il n'avait pas été cultivé parce que le sol était considéré comme trop sec par endroits, trop humide en d'autres, et l'ensemble de la zone avait été laissée retourner à l'état sauvage avec des prunelliers, des saules et des ronces. 
Les jardins Beth Chatto comprennent divers sites de plantation totalisant deux hectares soit secs, avec graviers, ou humides, forestiers, ombragés, argileux, ou encore alpins, et comprennent maintenant le Jardin de graviers ou jardin sec, le Jardin forestier, le Jardin d'eau, la Promenade ombragée, le jardin réservoir et jardin d'éboulis. C'est le développement de ces sites qui a conduit Beth Chatto à écrire des livres sur le jardinage avec ce qui pourrait être considéré comme « zones à problème » à l'aide de plantes que la nature a développées pour survivre dans des conditions différentes.
Beth Chatto a vécu dans la maison blanche au milieu des jardins. Elle a travaillé avec son équipe à développer les jardins et continua d'inspecter et d'approuver leur travail jusqu'à la veille de sa mort. Elle a écrit des articles pour la presse britannique et internationale et a été interviewée dans les médias internationaux.

## Expositions
En janvier 1975, Beth Chatto crée un petit jardin d'hiver dans l'un des halls de la Royal Horticultural Society à Londres. Plusieurs autres expositions ont suivi dont les expositions « Plantes rares » des Jardins Beth Chatto au Chelsea Flower Show. Ces expositions de « Plantes rares » ont reçu dix médailles d'Or consécutives au Chelsea Flower Show de 1977 à 1987 (pas d'exposition en 1983). Des expositions des Jardins Beth Chatto peuvent encore être vues à la Tendring Hundred Show dans l'Essex.

## Liste des publications
- The Dry Garden (1978)
- The Damp Garden (1982) réédité et enrichi en 2004
- Plant Portraits (1985), épuisé
- The Beth Chatto Garden Notebook (1988)
- The Green Tapestry (1990) épuisé
- Dear Friend and Gardener (1998) ; lettres échangées entre Beth Chatto et Christopher Lloyd, publiées en français en 1999 sous le titre Jardins anglais : correspondance
- Beth Chatto's Gravel Garden (2000), réimprimé en 2016 sous le titre Drought-Resistant Planting
- Beth Chatto's Woodland Garden (2002) réédité en 2008 sous le titre Beth Chatto's Shade Garden.

## Prix et distinctions
- 1987 : Lawrence Memorial Medal
- 1987 : Médaille Victoria de l'honneur
- 1988 : docteur honoris causa de l'université d'Essex
- 1995 : sélectionné pour l'International Professional and Business Women's Hall of Fame pour réalisations exceptionnelles en matière d'introduction de l'écologie végétale dans la conception de jardin
- 1998 : Life Time Achievement Award, Garden Media Guild
- 2002 : officier de l'Ordre de l'Empire britannique, lors des Queens Birthday Honours.